# Szlichtyngowa (stacja kolejowa)
Szlichtyngowa – dawna stacja kolejowa na linii nr 372 w Szlichtyngowej, w województwie lubuskim, w Polsce.

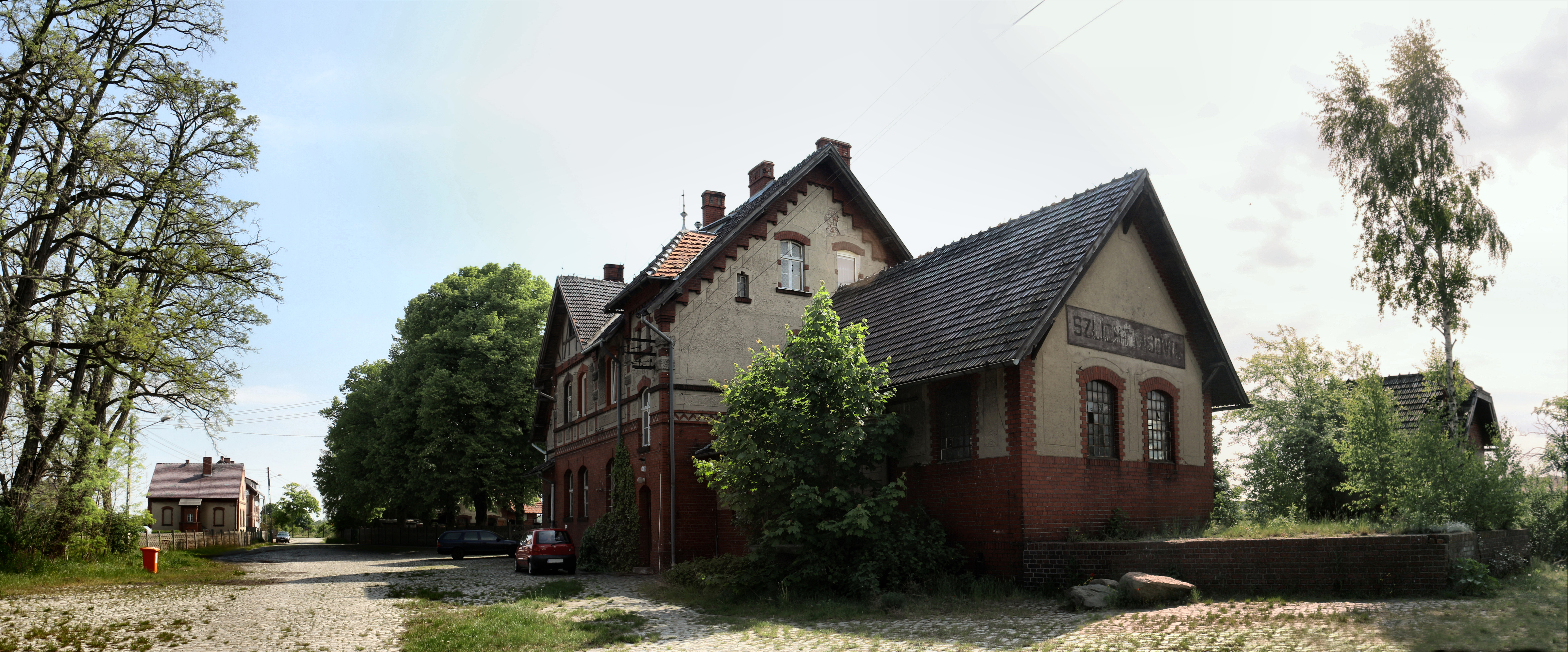
Stacja kolejowa, widok z tyłu